# Anthony Lawrence (giocatore di football americano)
Anthony Lawrence (San Diego, 3 aprile 1996) è un ex giocatore di football americano e allenatore di football americano statunitense che ha giocato come quarterback.
Dopo aver giocato per la squadra universitaria dei San Diego Toreros ha firmato nel 2019 con i giapponesi Panasonic Impulse.
Dal 2022 è allenatore dei ricevitori dei Toreros.